# Грушево
Гру́шево — пасажирський залізничний зупинний пункт Ужгородської дирекції Львівської залізниці.
Розташований у селі Грушово, Тячівський район Закарпатської області на лінії Батьово — Солотвино І між станціями Тересва (5 км) та Солотвино ІІ (10 км).
Станом на серпень 2019 року щодня три пари дизель-потягів прямують за напрямком Батьово/Дяково — Солотвино I.